# Кордон між Ліхтенштейном та Австрією
Кордон між Ліхтенштейном та Австрією — міждержавний кордон між Князівством Ліхтенштейн і Австрійською Республікою протяжністю 36,7 км. Теперішній кордон був прийнятий 20 липня 1960 року та був дещо переглянутий 28 грудня 2006 року, коли уряд Ліхтенштейну уточнив пролягання кордону князівства.

## Пролягання кордону

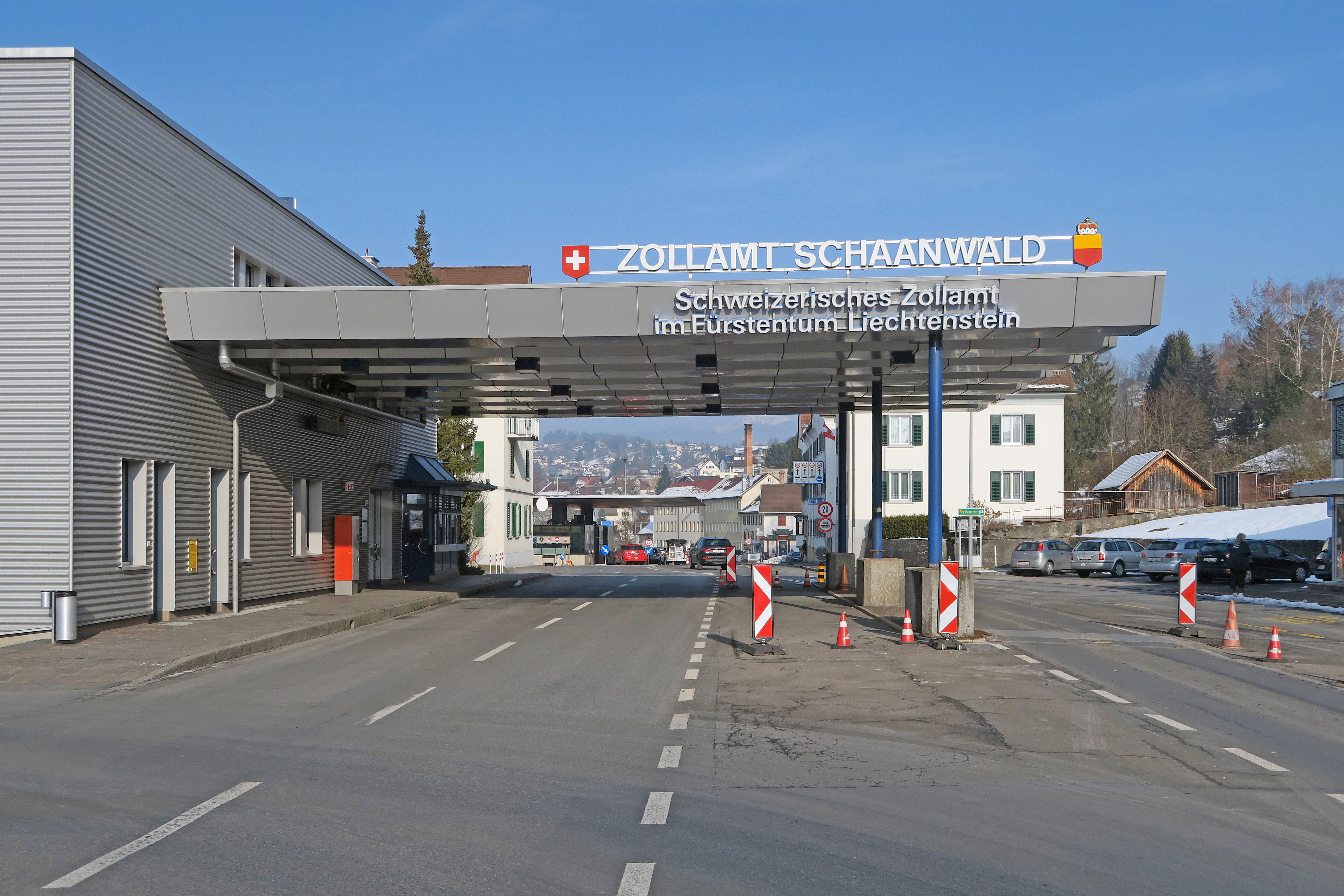
Митний контроль на прикордонному переході Шанвальд-Тісіс.

Кордон починається на трифінії зі Швейцарією на вершині Наафкопф і проходить на північ до гірського хребта Горфіон, де повертає на схід. Через два кілометри він знову прямує на північ і пролягає вздовж незаселених хребтів послідовних альпійських вершин: Оксенкопф, Шайенкопф і Галінакопф. На останній вершині кордон повертає на захід до вершини Гарселлікопф. Тут його перетинає річка Заміна. Потім він прямує на північ уздовж гір: Три Сестри, Саттельшпіц і Зароягеє. Далі кордон спускається до нижчих районів і проходить навколо міст Шанвальд і Фельдкірх (округ Тісіс). Він продовжується в північно-східному напрямку до підніжжя пагорба Ешнерберг, де повертає на північний захід, а потім знову повертає на північний схід приблизно через 3 км у бік Рейну, де закінчується на другій трифінії зі Швейцарією, яка є найзахіднішою точкою Австрії та найпівнічнішою (і найнижчою) точкою Ліхтенштейну.

## Переходи кордону
19 грудня 2011 року Ліхтенштейн приєднався до Шенгенської зони, тому всі прикордонні застави для пасажирських перевезень були закриті. Кордон перетинають чотири дороги з твердим покриттям:
- Район Нофельс, Фельдкірх (Австрія) – Руґґель (Ліхтенштейн)
- Район Нофельс, Фельдкірх (Австрія) — поселення Гінтер-Шелленберг, Шелленберг (Ліхтенштейн)
- Район Тостерс, Фельдкірх (Австрія) – Маурен (Ліхтенштейн)
- Район Тісіс, Фельдкірх (Австрія) — селище Шанвальд, Маурен (Ліхтенштейн)

Лише остання із зазначених доріг може бути використана для вантажних перевезень, оскільки тільки там проходить митний контроль, який з боку Ліхтенштейну забезпечує прикордонна служба Швейцарії.
Крім того, кордон перетинає залізниця, що сполучає Фельдкірх в Австрії з Бухсом у Швейцарії.